# Grammy Awards 2014
La 56ª edizione dei Grammy Awards si è svolta il 26 gennaio 2014 allo Staples Center di Los Angeles.
Lo show è stato trasmesso sul canale televisivo statunitense CBS, ed è stato presentato da LL Cool J e Cyndi Lauper.

## Esibizioni
- Beyoncé & Jay-Z – Drunk in Love
- Lorde – Royals
- Hunter Hayes – Invisible
- Katy Perry & Juicy J – Dark Horse
- Robin Thicke & Chicago – Saturday in the Park, Blurred Lines
- Keith Urban & Gary Clark Jr. – Cop Car
- John Legend – All of Me
- Taylor Swift – All Too Well
- Pink & Nate Ruess – Try, Just Give Me a Reason
- Ringo Starr – Photograph
- Kendrick Lamar & Imagine Dragons – Radioactive, m.A.A.d city
- Ringo Starr & Paul McCartney – Queenie Eye
- Merle Haggard, Kris Kristofferson, Willie Nelson & Blake Shelton – Okie from Muskogee
- Daft Punk, Nile Rodgers, Stevie Wonder & Pharrell Williams – Get Lucky, Le Freak, Harder, Better, Faster, Stronger, Another Star, Lose Yourself to Dance, Around the World
- Sara Bareilles & Carole King – Beautiful, Brave
- Metallica & Lang Lang – One
- Macklemore, Ryan Lewis, Mary Lambert, Madonna, Queen Latifah & Trombone Shorty & Orleans Avenue – Same Love, Open Your Heart
- Billie Joe Armstrong & Miranda Lambert – When Will I Be Loved
- Nine Inch Nails e Lindsey Buckingham – Copy of A, My God Is the Sun

## Vincitori e candidati
I vincitori sono scritti in grassetto.

### Assoluti

#### Registrazione dell'anno
- Get Lucky - Daft Punk feat. Pharrell Williams e Nile Rodgers; Thomas Bangalter e Guy-Manuel de Homem-Christo (produttori); Peter Franco, Mick Guzauski, Florian Lagatta e Daniel Lerner (ingegneri/mixers); Antoine Chabert e Bob Ludwig (ingegnere del mastering)
- Radioactive - Imagine Dragons; Alex da Kid (produttore); Manny Marroquin e Josh Mosser (ingegneri/mixers); Joe LaPorta (ingegnere del mastering)
- Royals - Lorde; Joel Little (produttore); Joel Little (ingegnere/mixers); Stuart Hawkes (ingegnere del mastering)
- Locked Out of Heaven - Bruno Mars; Jeff Bhasker, Emile Haynie, Mark Ronson e The Smeezingtons (produttori); Alalal, Josh Blair, Wayne Gordon, Ari Levine, Manny Marroquin e Mark Ronson (ingegneri/mixers); David Kutch (ingegnere del mastering)
- Blurred Lines - Robin Thicke feat. T.I. e Pharrell Williams; Pharrell Williams (produttore); Andrew Coleman e Tony Maserati (ingegneri/mixers); Chris Gehringer (ingegnere del mastering)

#### Canzone dell'anno
- Royals; scritta da Ella Yelich O'Connor e Joel Little e cantata da Lorde
- Just Give Me a Reason; scritta da Pink, Jeff Brasker e Nate Ruess e cantata da Pink e Nate Ruess
- Locked Out of Heaven, scritta da Bruno Mars, Philip Lawrence e Ari Levine e cantata da Bruno Mars
- Roar, scritta da Katy Perry, Lukasz Gottwald, Max Martin, Bonnie McKee e Henry Walter e cantata da Katy Perry
- Same Love, scritta da Ben Haggerty, Ryan Lewis, Mary Lambert e Curtis Mayfield e cantata da Macklemore & Ryan Lewis e Mary Lambert

#### Miglior artista esordiente
- Macklemore & Ryan Lewis
- James Blake
- Kendrick Lamar
- Kacey Musgraves
- Ed Sheeran

#### Album dell'anno
- Random Access Memories - Daft Punk
- The Blessed Unrest - Sara Bareilles
- Good Kid, M.A.A.D City - Kendrick Lamar
- The Heist - Macklemore & Ryan Lewis
- Red - Taylor Swift

### Pop

#### Miglior interpretazione pop solista
- Lorde – Royals
- Sara Bareilles – Brave
- Bruno Mars – When I Was Your Man
- Katy Perry – Roar
- Justin Timberlake – Mirrors

#### Miglior interpretazione pop di un duo o un gruppo
- Daft Punk, Pharrell Williams, Nile Rodgers – Get Lucky
- Justin Timberlake ft. Jay Z – Suit & Tie
- Pink ft. Nate Ruess – Just Give Me a Reason
- Rihanna ft. Mikky Ekko – Stay
- Robin Thicke ft. T.I. e Pharrell Williams – Blurred Lines

#### Miglior album pop vocale
- Unorthodox Jukebox - Bruno Mars
- Paradise - Lana Del Rey
- Pure Heroine - Lorde
- Blurred Lines - Robin Thicke
- The 20/20 Experience - Justin Timberlake

#### Miglior album pop strumentale
- Steppin' Out - Herb Alpert
- The Beat - Boney James
- HandPicked - Earl Klugh
- Summer Horns - Dave Koz, Gerald Albright, Mindi Abair & Richard Elliot
- Hacienda - Jeff Lorber Fusion

### Dance/Elettronica

#### Migliore registrazione dance
- Clarity - Zedd feat. Foxes
- Need U (100%) - Duke Dumont feat. A*M*E and MNEK
- Sweet Nothing - Calvin Harris feat. Florence Welch
- Atmosphere - Kaskade
- This Is What It Feels Like - Armin Van Buuren feat. Trevor Guthrie

#### Miglior album dance/elettronico
- Random Access Memories - Daft Punk
- Settle - Disclosure
- 18 Months - Calvin Harris
- Atmosphere - Kaskade
- A Color Map of the Sun - Pretty Lights

### Pop tradizionale

#### Miglior album pop tradizionale
- Michael Bublé - To Be Loved
- Tony Bennett e altri artisti - Viva Duets
- Gloria Estefan - The Standards
- Cee Lo Green - Cee Lo's Magic Moment
- Dionne Warwick - Now

### Rock

#### Miglior album rock
- Celebration Day - Led Zeppelin
- 13 - Black Sabbath
- The Next Day - David Bowie
- Mechanical Bull - Kings of Leon
- ...Like Clockwork - Queens of the Stone Age
- Psychedelic Pill - Neil Young con Crazy Horse

#### Miglior canzone rock
- Cut Me Some Slack - Dave Grohl, Paul McCartney, Krist Novoselic, Pat Smear; scritta da Dave Grohl, Paul McCartney, Krist Novoselic e Pat Smear
- Panic Station - Muse; scritta da Matthew Bellamy
- God Is Dead? - Black Sabbath; scritta da Geezer Butler, Tony Iommi ed Ozzy Osbourne
- Ain't Messin 'Round - Gary Clark Jr.; scritta da Gary Clark Jr.
- Doom and Gloom - The Rolling Stones; scritta da Mick Jagger e Keith Richards

#### Miglior interpretazione rock
- Imagine Dragons – Radioactive
- Alabama Shakes – Always Alright
- David Bowie – The Stars (Are Out Tonight)
- Led Zeppelin – Kashmir (Live)
- Queens of the Stone Age – My God Is the Sun
- Jack White – I'm Shakin'

#### Miglior interpretazione metal
- Black Sabbath - God is Dead?
- Anthrax – T.N.T.
- Dream Theater – The Enemy Inside
- Killswitch Engage – In Due Time
- Volbeat ft. King Diamond – Room 24

### Alternative

#### Miglior album di musica alternative
- Vampire Weekend - Modern Vampires of the City
- Neko Case - The Worse Things Get, The Harder I Fight, The Harder I Fight, The More I Love You
- The National - Trouble Will Find Me
- Nine Inch Nails - Hesitation Marks
- Tame Impala - Lonerism

### R&B

#### Miglior album R&B
- Girl on Fire - Alicia Keys
- R&B Divas - Faith Evans
- Love in the Future - John Legend
- Better - Chrisette Michele
- Three Kings - TGT

#### Miglior canzone R&B
- Pusher Love Girl - Justin Timberlake; scritta da James Fauntleroy, Jerome Harmon, Timbaland e Justin Timberlake
- Best of Me - Anthony Hamilton; scritta da Anthony Hamilton e Jairus Mozee
- Love & War - Tamar Braxton; scritta da Tamar Braxton, Darhyl Camper Jr., LaShawn Daniels e Makeba Riddick
- Only One; scritta da PJ Morton, eseguita da PJ Morton e Stevie Wonder
- Without Me - Fantasia, Kelly Rowland, Missy Elliott; scritta da Fantasia, Missy Elliott, Al Sherrod Lambert, Harmony Samuels e Kyle Stewart

#### Miglior interpretazione R&B
- Snarky Puppy feat. Lalah Hathaway – Something
- Tamar Braxton – Love and War
- Anthony Hamilton – Best of Me
- Hiatus Kaiyote ft. Q-Tip – Nakamarra
- Miguel ft. Kendrick Lamar – How Many Drinks?

#### Miglior interpretazione R&B tradizionale
- Gary Clark Jr. - Please Come Home
- Fantasia - Get It Right
- Maysa - Quiet Fire
- Gregory Porter - Hey Laura
- Ryan Shaw - Yesterday

#### Miglior album urbano contemporaneo
- Rihanna - Unapologetic
- Tamar Braxton - Love and War
- Fantasia - Side Effects of You
- Salaam Remi - One: In the Chamber
- Mack Wilds - New York: A Love Story

### Country

#### Miglior interpretazione country solista
- Darius Rucker - Wagon Whell
- Lee Brice - I Drive Your Truck
- Hunter Hayes - I Want Crazy
- Miranda Lambert - Mama's Broken Heart
- Blake Shelton - Mine Would Be You

#### Miglior album country
- Kacey Musgraves - Same Trailer Different Park
- Jason Aldean - Night Train
- Tim McGraw - Two Lanes of Freedom
- Blake Shelton - Based on a True Story
- Taylor Swift - Red

### Rap

#### Miglior interpretazione rap
- Macklemore & Ryan Lewis feat. Wanz - Thrift Shop
- Drake - Started from the Bottom
- Eminem - Berzerk
- Jay-Z - Tom Ford
- Kendrick Lamar - Swimming Pools (Drank)

#### Miglior canzone rap
- Thrift Shop - Macklemore, Ryan Lewis, Wanz; scritta da Macklemore e Ryan Lewis
- Fuckin' Problems - ASAP Rocky feat. Drake, 2 Chainz, Kendrick Lamar; scritta da 2 Chainz, Drake, Kendrick Lamar, ASAP Rocky e 40
- Holy Grail - Jay-Z feat. Justin Timberlake scritta da Jay-Z, Terius Nash, J-Roc, Timbaland, Justin Timberlake e No I.D.
- New Slaves - Kanye West; scritta da Frank Ocean, Benjamin Bronfman, Mike Dean, Louis Johnson, Malik Jones, Elon Rutberg, Sakiya Sandifer, Rhymefest, Kanye West e Cydel Young
- Started from the Bottom - Drake; scritta da Mike Zombie, Drake e Noah Shebib

#### Miglior album rap
- The Heist - Macklemore & Ryan Lewis
- Nothing Was the Same - Drake
- Magna Carta... Holy Grail - Jay-Z
- Good Kid, M.A.A.D City - Kendrick Lamar
- Yeezus - Kanye West

#### Migliore collaborazione con un artista rap
- Jay-Z feat. Justin Timberlake – Holy Grail
- J. Cole feat. Miguel – Power Trip
- Jay-Z feat. Beyoncé – Part II (On the Run)
- Kendrick Lamar feat. Mary J. Blige – Now or Never
- Wiz Khalifa feat. The Weeknd – Remember You

### New Age

#### Miglior album new age
- Love's River - Laura Sullivan
- Lux - Brian Eno
- Illumination - Peter Kater
- Final Call - Kitarō
- Awakening the Fire - Raymond Carlos Nakai e Will Clipman

### Jazz

#### Miglio assolo jazz improvvisato
- Wayne Shorter - Orbits
- Terence Blanchard - Don't Run
- Paquito D'Rivera - Song for Maura
- Fred Hersch - Song Without Words #4: Duet
- Donny McCaslin - Stadium Jazz

#### Miglior album vocale jazz
- Gregory Porter - Liquid Spirit
- Andy Bey - The World According to Andy Bey
- Lorraine Feather - Attachments
- Cécile McLorin Saivant - WomanChild
- Tierney Sutton - After Blue

#### Miglior album strumentale jazz
- Terri Lyne Carrington - Money Jungle: Provocative in Blue
- The New Gary Burton Quartet - Guided Tour
- Gerald Clayton - Life Forum
- Kenny Garrett - Pushing the World Away
- Christian McBride Trio - Out Here

#### Miglior album per un complesso jazz
- Randy Brecker; Włodek Pawlik Trio e Kalisz Philharmonic - Night in Calisia
- Darcy James Argue's Secret Society - Brooklyn Babylon
- Brussels Jazz Orchestra feat. Joe Lovano - Wild Beauty
- Alan Ferber - March Sublime
- Dave Slonaker Big Band - Intrada

#### Miglior album latin jazz
- Paquito D'Rivera e il Trio Corrente - Song for Maura
- Buika - La Noche Más Larga
- Roberto Fonseca - Yo
- Omar Sosa - Egg_n
- Wayne Wallace Latin Jazz Quintet - Latin Jazz-Jazz Latin

### Gospel/Contemporary Christian

#### Migliore interpretazione gospel/musica cristiana contemporanea
- Tasha Cobbs - Break Every Chain (Live)
- Natalie Grant - Hurricane
- Matt Maher - Lord, I Need You
- Tye Tribbett - If He Did It Before... Same God (Live)
- Mandisa - Overcomer

#### Miglior canzone gospel
- Tye Tribbett - If He Did It Before... Same God (Live)
- Deitrick Haddon - Deitrick Haddon
- Charlie Wilson - If I Believe
- Erica Campbell - A Little More Jesus
- Percy Bady ft. Lowell Pye - Still

#### Miglior canzone di musica cristiana contemporanea
- Mandisa - Overcomer
- Natalie Grant - Hurricane
- Steven Curtis Chapman - Love Take Me Over
- TobyMac - Speak Life
- Chris Tomlin - Whom Shall I Fear (God of Angel Armies)

#### Miglior album gospel
- Tye Tribbett - Greater Than (Live)
- Tasha Cobbs - Grace (Live)
- Donald Lawrence - Best For Last: 20 Year Celebration Vol. 1 (Live)
- Paul S. Morton - Best Days Yet
- William Murphy - God Chaser (Live)

#### Miglior album di musica cristiana contemporanea
- Mandisa - Overcomer
- Building 429 - We Won't Be Shaken
- Matt Maher - All the People Said Amen (Live)
- Matt Redman - Your Grace Finds Me (Live)
- Chris Tomlin - Burning Lights

### Latina

#### Miglior album di pop latino
- Draco Rosa - Vida
- Frankie J - Faith, Hope y Amor
- Ricardo Montaner - Viajero Frecuente
- Aleks Syntek - Syntek
- Tommy Torres - 12 Historias

#### Miglior album rock latino, hip hop latino o patchanka
- La Santa Cecilia - Treinta Días
- Café Tacvba - El Objeto Antes Llamdo Disco
- El Tri - Ojo Por Ojo
- Illya Kuryaki and the Valderramas - Chances
- Los Amigos Invisibles - Repeat After Me

#### Miglior album di musica locale messicana (compresa la tejano)
- Mariachi Divas de Cindy Shea - A Mi Manera
- Banda Los Recoditos - El Free
- Intocable - En Peligro De Extinción
- Paquita la del Barrio - Romeo y Su Nieta
- Joan Sebastian - 13 Celebrando El 13

#### Miglior album di musica tropicale
- Pacific Mambo Orchestra - Pacific Mambo Orchestra
- Marc Anthony - 3.0
- Los Angeles Azules - Como Te Voy A Olvidar
- Artisti vari - Sergio George Presents Salsa Giants
- Carlos Vives - Corazón Profundo

### Americana

#### Miglior canzone di musica tradizionale americana
- Steve Martin, Edie Brickell - Love Has Come for You
- Sarah Jarosz - Build Me Up from Bones
- Steve Earle & The Dukes (& Duchesses) - Invisible
- Tim O'Brien, Darrell Scott - Keep Your Dirty Lights On
- Allen Toussaint - Shrimp Po-Boy, Dressed

#### Miglior album di musica americana
- Emmylou Harris, Rodney Crowell - Old Yellow Moon
- Steve Martin, Edie Brickell - Love Has Come for You
- Buddy Miller, Jim Lauderdale - Buddy and Jim
- Mavis Staples - One True Vine
- Allen Toussaint - Songbook

#### Miglior album bluegrass
- Del McCoury Band - The Streets of Baltimore
- The Boxcars - It's Just a Road
- Dailey & Vincent - Brothers of the Highway
- Della Mae - This World Oft Can Be
- James King - Three Chords and the Truth

#### Miglior album blues
- Ben Harper feat. Charlie Musselwhite - Get Up!
- Billy Boy Arnold, Charlie Musselwhite, Mark Hummel, Sugar Ray Norcia e James Harman - Remembering Little Walter
- James Cotton - Cotton Mouth Man
- Beth Hart feat. Joe Bonamassa - Seesaw
- Bobby Rush - Down in Louisiana

#### Miglior album folk
- Guy Clark - My Favourite Picture of You
- The Greencards - Sweetheart of the Sun
- Sarah Jarosz - Build Me Up from Bones
- The Milk Carton Kids - The Ash & Clay
- Artisti vari - They All Played for Us: Arhoolie Records 50th Anniversary Celebration

#### Miglior album di musica tradizionale locale
- Terrance Simien & The Zydeco Experience - Dockside Sessions
- Hot 8 Brass Band - The Life & Times Of... The Hot 8 Brass Band
- Kahulanui - Hula Ku'i
- Zachary Richard - Le Fou
- Joe Tohonnie Jr. - Apache & Crown Dance Songs

### Reggae

#### Miglior album reggae
- In Concert - Ziggy Marley
- One Love, One Life - Beres Hammond
- The Messiah - Sizzla
- Reggae Connection - Sly & Robbie and the Jam Masters
- Reincarnated - Snoop Dogg

### World Music

#### Miglior album di world music
- Gipsy Kings - Savor flamenco
- Ladysmith Black Mambazo - Live: Singing for Peace Around the World (pareggio)
- Femi Kuti - No Place for My Dream
- Ravi Shankar - The Living Room Sessions Part 2

### Per l'infanzia

#### Miglior album per bambini
- Jennifer Gasoi - Throw a Penny in the Wishing Well
- Elizabeth Mitchell & You Are My Flower - Blue Clouds
- Beth Nielsen Chapman - The Might Sky
- Justin Roberts - Recess
- Alastair Moock & Friends - Singing Our Way Through: Songs for the World's Bravest Kids

### Album parlati

#### Miglior album parlato
- Stephen Colbert - America Again: Re-becoming The Greatness We Never Weren't
- Carol Burnett - Carrie and Me
- David Sedaris - Let's Explore Diabetes with Owls
- Billy Crystal - Still Foolin' 'Em
- Pete Seeger - The Storm King

### Umorismo

#### Miglior album umoristico
- Kathy Griffin - Calm Down Gurrl
- Craig Ferguson - I'm Here to Help
- Ron White - A Little Unprofessional
- Tig Notaro - Live
- Bob Saget - That's What I'm Talkin' About

### Spettacolo musicale

#### Miglior album di un musical teatrale
- Broadway Original Cast - Kinky Boots
- Broadway Original Cast - Matilda the Musical
- Broadway Original Cast - Motown: The Musical

### Musica per i media visuali

#### Miglior compilation di una colonna sonora per i media visuali
- Dave Grohl feat. artisti vari - Sound City: Real to Reel
- Artisti vari - Django Unchained (Original Motion Picture Soundtrack)
- Artisti vari - The Great Gatsby: Music from Baz Luhrmann's Film
- Artisti vari - Les Misérables: Highlights from the Motion Picture Soundtrack

#### Migliore colonna sonora per i media visuali
- Thomas Newman - Skyfall
- Alexandre Desplat - Argo
- Craig Armstrong - Il grande Gatsby
- Mychael Danna - Vita di Pi
- John Williams - Lincoln
- Alexandre Desplat - Zero Dark Thirty

#### Miglior canzone scritta per i media visuali
- Adele - Skyfall (da Skyfall)
- Coldplay - Atlas (da Hunger Games: La ragazza di fuoco)
- Jessie J - Silver Lining (Crazy 'Bout You) (da Il lato positivo - Silver Linings Playbook)
- Colbie Caillat ft. Gavin DeGraw - We Both Know (da Vicino a te non ho paura)
- Lana Del Rey - Young and Beautiful (da Il grande Gatsby)
- Regina Spektor - You've Got Time (da Orange Is the New Black)

### Composizioni/arrangiamenti

#### Miglior composizione strumentale
- The Clare Fischer Orchestra - Pensamientos For Solo Alto Saxophone And Chamber Orchestra
- Chuck Owen & The Jazz Surge - Away
- Quartet San Francisco - California Pictures for String Quartet
- Scott Healy Ensemble - Koko on the Boulevard
- Quartet San Francisco - String Quartet No. 1: Funky Diversion In Three Parts

#### Miglior arrangiamento strumentale
- Gordon Goodwin's Big Phat Band - On Green Dolphin Street
- The Kim Richmond Concert Jazz Orchestra - Invitation
- Chuck Owen & The Jazz Surge - Side Hikes – A Ridge Away
- Amy Dickinson - Skylark
- Brussels Jazz Orchestra ft. Joe Lovano - Wild Beauty

#### Miglior arrangiamento per voce e strumenti
- Bobby McFerrin, Esperanza Spalding - Swing Low
- Gian Marco - La Vida Nos Espera
- Calabria Foti ft. Seth MacFarlane - Let's Fall in Love
- John Hollenbeck - The Moon's a Harsh Mistress
- Gloria Estefan - What a Wonderful World

### Formati

#### Miglior package di un album
- Reckless Kelly - Long Night Moon
- Geneseo - Automatic Music Can Be Fun
- Jay-Z - Magna Carta... Holy Grail
- Metallica - Through the Never (Music from the Motion Picture)
- David Bowie - The Next Day

#### Miglior package di un cofanetto o di un'edizione limitata
- Paul McCartney & Wings - Wings over America (Deluxe Edition)
- The Rolling Stones - The Brussels Affair
- Mayer Hawthorne - How Do You Do (Limited Edition Box Set)
- Mumford & Sons - The Road to Red Rocks (Special Edition)
- Artisti vari - The Smith Tapes

#### Migliori note di un album
- John Coltrane - Afro Blue Impressions (Remastered & Expanded)
- New York Art Quartet - Call It Art 1964-1965
- Country Joe and the Fish - Electric Music for the Mind and Body
- Leonard Bernstein & New York Philharmonic - Stravinsky: Le Sacre Du Printemps
- Artisti vari - 360 Sound: The Columbia Records Story
- Artisti vari - Work Hard, Play Hard, Pray Hard: Hard Time, Good Time & End Time Music, 1923–1936

### Storico

#### Migliore album storico
- The Rolling Stones - Charlie is My Darling – Ireland 1965
- Bill Withers - The Complete Sussex And Columbia Albums (pareggio)
- New York Art Quartet - Call It Art 1964-1965
- Artisti vari - Pictures Of Sound: One Thousand Years Of Educed Audio: 980–1980
- Georg Solti - Wagner: Der Ring Des Nibelungen (Deluxe Edition)

### Produzione e ingegneria del suono

#### Migliore registrazione di un album, non classico
- Daft Punk - Random Access Memories
- Pistol Annies - Annie Up
- Madeleine Peyroux - The Blue Room
- Alice in Chains - The Devil Put Dinosaurs Here
- Queens of the Stone Age - ...Like Clockwork
- Andrew Duhon - The Moorings

#### Produttore dell'anno, non classico
- Pharrell Williams
- Rob Cavallo
- Dr. Luke
- Ariel Rechtshaid
- Jeff Tweedy

#### Miglior composizione remixata, non classica
- Summertime Sadness (Cedric Gervais Remix) - Cedric Gervais
- Days Turn Into Nights (Andy Caldwell Remix) - Andy Caldwell
- If I Lose Myself (Alesso vs. OneRepublic) - Alesso
- Locked out of Heaven (Sultan + Ned Shepard Remix) - Ned Shepard e Sultan
- One Love/People Get Ready (Photek Remix) - Rupert Parkes

### Produzioni con suono surround

#### Miglior album con suono surround
- Paul McCartney - Live Kisses
- Primus - Sailing the Seas of Cheese (Deluxe Edition)
- Artisti vari - Signature Sound Opus One
- Jane Ira Bloom - Sixteen Sunsets
- Richard Scerbo & Inscape - Sprung Rhythm

### Produzioni di musica classica

#### Miglior registrazione di album, classico
- Dawn Upshaw, Maria Schneider, Australian Chamber Orchestra, Saint Paul Chamber Orchestra - Winter Morning Walks
- Tone Bianca, Sparre Dahl e Schola Cantorum - Hymn to the Virgin
- Ole Kristian Ruud e la banda delle Forze armate norvegesi - La Voie Triomphale
- Brad Wells & Roomful of Teeth - Roomful of Teeth
- Diego Fasolis, Philippe Jaroussky, Max Emanuel Cenčić, Daniel Behle, Franco Fagioli, Valer Barna-Sabadus, Yuriy Mynenko e Concerto Köln - Vinci: Artaserse

#### Produttore dell'anno, classico
- David Frost
- Manfred Eicher
- Marina A. Ledin & Victor Ledin
- James Mallinson
- Jay David Saks

### Musica classica

#### Miglior performance orchestrale
- Osmo Vänskä (direttore), Minnesota Orchestra - Sibelius: Symphonies Nos. 1 & 4 -
- Neeme Järvi (direttore), Gothenburg Symphony Orchestra - Atterberg: Orchestral Works Vol. 1
- Esa-Pekka Salonen (direttore), Los Angeles Philharmonic Orchestra - Lutoslawski: Symphony No.1
- Claudio Abbado (direttore), Orchestra Mozart - Schumann: Symphony No. 2; Overtures Manfred & Genoveva
- Simon Rattle (direttore), Berliner Philharmoniker - Stravinsky: Le Sacre du Printemps

#### Migliore registrazione di opera
- Thomas Adès (direttori); Simon Keenlyside, Isabel Leonard, Audrey Luna, Alan Oke (solisti); Luisa Bricetti e Victoria Warivonchick (produttrici) - Adès: The Tempest
- Oliver Knussen (direttore); Ian Bostridge, Peter Coleman-Wright, Susan Gritton, Angelika Kirchschlager (solisti); John Fraser (produttore) - Britten: The Rape of Lucretia
- Tõnu Kaljuste (direttore); Anna Eimarsson e Johannes Weisser (solisti); Morten Lindberg (produttore) - Kleiberg: David and Bathseba
- Diego Fasolis (direttore); Valer Barna-Sabadus, Daniel Behle, Max Emanuel Cenčić, Franco Fagioli, Philippe Jaroussky (solisti); Ulrich Russcher (produttore) - Vinci: Artaserse
- Christian Thielemann (direttore); Katarina Dalayman, Albert Dohmen, Stephen Gould, Eric Halfvarson, Linda Watson (solisti); Ohmar Eichinger (produttore) - Wagner: L'anello del Nibelungo

#### Miglior performance corale
- Tõnu Kaljuste (direttore) - Pärt: Adam's Lament
- Colin Davis (direttore) - Berlioz: Grande Messe de Morts
- Neeme Järvi (direttore), Adrian Partington (maestro del coro) - Parry: Works for Chorus & Orchestra
- James Jordan (direttore) - Whitbourn: Annelies
- Harry Christophers (direttore) - Palestrina: Volume 3

#### Miglior performance di musica da camera/piccolo complesso
- Brad Wells & Roomful of Teeth - Roomgul of Teeth
- Leōnidas Kavakos e Enrico Pace - Beethoven: Violin Sonatas
- Vicki Ray, William Winant, Aron Kallay e Tom Peters - Cage: The 10,000 Things
- Hélène Grimaud e Sol Gabetta - Duo
- New York Polyphony - Times Go By Turns

#### Miglior assolo strumentale classico
- Evelyn Glennie (solista), David Alan Miller (direttore) - Corigliano: Conjurer – Concerto for Percussionist & String Orchestra
- Patricia Kopatchinskaja (solista), Peter Eötvös (direttore) - Bartók, Eötvös & Ligeti
- Gloria Cheng - The Edge of Light
- Efim Naumovič Bronfman (solista), Alan Gilbert (direttore) - Lindberg: Piano Concerto No. 2
- Leila Josefowicz (solista), Esa-Pekka Salonen (direttore) - Salonen: Violin Concerto; Nyx
- Maria João Pires - Schubert: Piano Sonatas D. 845 & D. 960

#### Miglior assolo vocale classico
- Dawn Upshaw - Winter Morning Walks
- Joyce DiDonato - Drama Queens
- Cecilia Bartoli - Mission
- Christoph Prégardien - Schubert: Winterreise
- Jonas Kaufmann - Wagner

#### Miglior compendio classico
- Christoph Eschenbach (direttore) - Hindemith: Violinkonzert; Symphonic; Konzertmusik
- Dima Slobodeniouk (direttore), Preben Iwan (produttore) - Holmboe: Concerto
- Maxim Rysanov (direttore), Manfred Eicher (produttore) - Tabakova: String Paths

#### Miglior composizione classica contemporanea
- Maria Schneider - Winter Morning Walks
- Magnus Lindberg - Piano Concerto No. 2
- Arvo Pärt - Adam's Lament
- Esa-Pekka Salonen - Violin Concerto
- Caroline Shaw - Partita for 8 Voices

### Video/film musicali

#### Miglior videoclip
- Suit & Tie - Justin Timberlake e Jay Z; David Fincher (regista); Timory King (produttore)
- Safe and Sound - Capital Cities
- Picasso Baby: A Performance Art Film - Jay Z
- Can't Hold Us - Macklemore e Ryan Lewis ft Ray Dalton
- I'm Shakin' - Jack White

#### Miglior film musicale
- Paul McCartney - Live Kisses
- Coldplay - Live 2012
- Green Day - ¡Cuatro!
- Ben Harper con Charlie Musselwhite - I'm in I'm out and I'm Gone: The Making of Get Up!
- Mumford & Sons - The Road to Red Rocks